# Norra Pemba

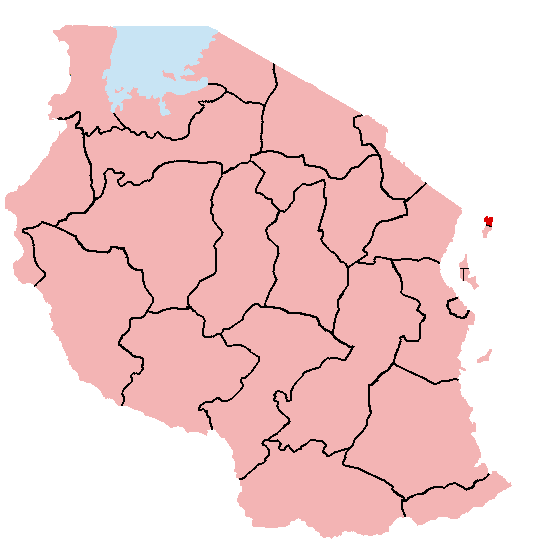
Norra Pembas läge i Tanzania.

Norra Pemba (engelska North Pemba, swahili Kaskazini Pemba) är en av Tanzanias 26 regioner och omfattar den norra delen av ön Pemba. Den har en beräknad folkmängd av 243 759 invånare 2009 på en yta av 574 km². Regionen är indelad i de två distrikten Micheweni och Wete, och den administrativa huvudorten samt största staden är Wete på västkusten. 

## Urbanisering
Regionens urbaniseringsgrad beräknas till 15,40 % år 2009, vilket är en nedgång från 15,60 % året innan. Detta förhållande är mycket ovanligt i Tanzania, eftersom nästan alla områden i landet uppvisar en ökande grad av urbanisering. Regionen har endast tre urbana samhällen. 
| Ort       | Distrikt  | Yta (km²)     | Invånarantal 2002 |
| --------- | --------- | ------------- | ----------------- |
| Wete      | Wete      | 12,69         | 24 983            |
| Konde     | Micheweni | Ingen uppgift | 4 240             |
| Micheweni | Micheweni | Ingen uppgift | 1 356             |